# Команчи Норт Шор (Калифорнија)
Команчи Норт Шор (енгл. Camanche North Shore) насељено је место без административног статуса у америчкој савезној држави Калифорнија.

## Демографија
По попису из 2010. године број становника је 979.
| Група             | 2000.    | 2010.       |
| Белци             | 0 (0,0%) | 778 (79,5%) |
| Афроамериканци    | 0 (0,0%) | 3 (0,3%)    |
| Азијати           | 0 (0,0%) | 12 (1,2%)   |
| Хиспаноамериканци | 0 (0,0%) | 150 (15,3%) |
| Укупно            | 0        | 979         |